# 飯坂バイパス
飯坂バイパス（いいざかバイパス）は、福島県福島市を通る国道399号のバイパス道路。

## 概要
- 起点：福島市飯坂町月崎町
- 終点：福島市飯坂町湯野字作道

飯坂温泉の温泉街、住宅街にあたる飯坂町湯野地内の狭隘区間を迂回し、道路交通の安全性を確保するために現道の南側に新設された路線である。現在は福島県道3号福島飯坂線より西側の部分のみの盲腸線となっているが、計画では飯坂地区中心部を完全に迂回し、伊達方面と南陽方面を直結する道路となる予定である。1991年3月22日に飯坂トンネルを含む1,405mが開通し、2000年3月29日に鵬橋を含む1250mが開通した。

## 交差する路線
- 福島県道3号福島飯坂線・福島県道5号上名倉飯坂伊達線 伊達方面（起点より取付道路区間を介する）
- 福島県道5号上名倉飯坂伊達線 市内上名倉方面（重複区間あり）
- 福島県道313号中野梍町線
- 福島県道319号穴原十綱線（穴原温泉方面、飯坂温泉方面の十字路）
- 国道399号本線（飯坂温泉街、伊達方面）
- 福島県道319号穴原十綱線 穴原温泉方面
- 国道399号 摺上川ダム、高畠方面

## 沿線
- 福島交通飯坂線花水坂駅
- 福島市役所飯坂支所・福島市飯坂学習センター
- いちい飯坂店
- ウエルシア福島飯坂店（いちい飯坂店に併設）
- 福島市立大鳥中学校
- 大鳥城跡（舘の山公園）
- 福島市立飯坂小学校
- 飯坂温泉
- パルセいいざか
- 穴原温泉

## 構造物
- 飯坂トンネル
- 飯坂大橋
  - 全長…91.5m
    - 主径間…45.2m

  - 幅員…11.0（20.0）m[2]
  - 形式…2径間連続非合成鋼箱桁橋
  - 竣工…1990年
  - 施工…川田工業[3]

飯坂町字坂口から飯坂町字原口に跨がり、一級水系阿武隈川水系赤川を渡る。東北地方有数の温泉街である飯坂温泉の歴史と自然を橋上に表現するために、文化のための1パーセントシステムに採択され、くだもの王国福島をイメージした親柱やさくらんぼをイメージした照明灯が整備された。総事業費は5億7500万円。
- 鵬橋